# Hipnagogija
Hipnagogija (od grčkih reči ύπνο (spavati) i οδοηγός (vodič)) je neurološki fenomen u kojem su stanja spavanja i budnosti spojena, stvarajući neobična iskustva koja se često pogrešno shvataju i uzimaju za paranormalne. Hipnagogija se može pojaviti kada se osoba budi (hipnopompija) ili spava (hipnagogija). Hipnagoške halucinacije često izazivaju zabune, jer je teško razlikovati halucinacije od stvarnosti. U ovom stanju se mogu doživeti vrlo realne slike i zvuci, iskustva se kreću od slušanja vašeg imena do onih koje uključuju sva čula, uključujući i dodir. Takođe, povezana sa hipnagogijom je privremena paraliza, koja se često naziva paraliza spavanja (sna).

## Istorijat
Hipnagoško stanje "budnosti u snu" poznato je misticima već godinama, a spominje ga neoplatonski filozof Jamblih koji je pisao o "glasovima" i "svetlu" koje mu se javilo u stanju između spavanja i budnosti verujući da su "Bogom poslata" iskustva. Rane reference na hipnagogiju mogu se naći i u spisima Aristotela, Kardana, Simona Formana i Svedenborga.
Ljudi su tumačili ova čudna iskustva u skladu sa njihovom kulturom. U srednjovekovnoj Evropi ljudi su mislili da ih posećuju demoni koji su im ponekad sedeli na grudima i paralizovali ih svojim mračnim moćima. Kada su duhovi bili popularniji, epizode su objašnjavane kao posete duhova koji bi vam ukrali energiju. U Njuforlandu su takve noćne posetioce nazivali "starom vešticom". Zapravo, izraz "noćna mora" potiče od takvih verovanja - "maere" je staroengleska reč za ženskog demona koji guši ljude u snu.
U modernijim kulturama, naravno, ljudi su previše sofisticirani da veruju u duhove ili demone, tako da krive vanzemaljce za takve "posete". Možda je najbolji primer za to autor Vitli Striber, koji veruje da su ga oteli vanzemaljci i opisuje svoje iskustvo u svojoj knjizi iz 1987.
Ozbiljna naučna istraga započeta je u 19. veku sa Johanesom Peterom Mulerom, Julisom Bailargerom i Alfredom Maurijem. Reč hipnagogija ušla je u literaturu popularne psihologije preko dr Andreasa Mavromatisa 1983. godine. Termin hipnagogija prvobitno je skovao Alfred Mauri, da bi nazvao stanje svesti tokom početka spavanja. Termin hipnopompija je skovao Frederik Miers ubrzo nakon toga da označi početak budnosti. Termin hipnagogija koristi dr Mavromatis da identifikuje proučavanje stanja svesti o tranziciji u snu uopšte, i koristi hipnogogiju (prema snu) ili hipnapompiku (iz sna) u svrhu identifikacije specifičnih iskustava koja se proučavaju. Andreas Mavromatis, opsežno je istraživao hipnagogiju. On je povezuje sa snovima, sanjarenjima, šizofrenijom, meditacijom i kreativnošću - kao i mističnim i paranormalnim iskustvima kao što je telepatija.

## Simptomi
Prelazak u san i iz sna može biti prisutan u širokom spektru senzornih iskustava. One se mogu pojaviti u bilo kom modalitetu, pojedinačno ili kombinovano, i kreću se od nejasnih i jedva primjetnih do živih halucinacija.

### Vizuelni simptomi
Osnovni simptom hipnagoške halucinacije je zamišljanje veoma realnih objekata ili događaja neposredno pre zaspivanja (obično vizuelno). Među češće prijavljenim, i detaljnije istraženim, senzornim osobinama hipnagogije su fosfeni koji se mogu manifestovati kao naizgled nasumične tačkice, linije ili geometrijski obrasci, ili kao figurativne (reprezentativne) slike. Mogu biti monokromatski ili bogato obojeni, mirni ili pokretni, ravni ili trodimenzionalni (nudeći utisak perspektive). Takođe su prikazane slike koje predstavljaju kretanje kroz tunele svetlosti. Pojedinačne slike su obično kratkotrajne i veoma brzo se menjaju. Za njih se kaže da se razlikuju od samih snova po tome što je hipnagoška slika obično statična i nedostaje joj narativni sadržaj. Opisi izuzetno živih i razrađenih hipnagoških slika mogu se naći u delu Marije-Džin-Leon (Marquis d'Hervey de Saint Denis).

### Zvučni simptomi
Hipnotičke halucinacije su često slušne ili imaju slušnu komponentu. Poput vizuelnih efekata, hipnagoški zvukovi variraju u intenzitetu od slabih utisaka do glasnih zvukova, kao što su kucanje, siktanje ili zviždanje. Ljudi mogu zamisliti da se njihovo ime zove, da zvoni telefon ili zvono na vratima, da čuju muziku ili zujanje. Delovi zamišljenog govora su česti i mogu se manifestovati kao sopstveni "unutrašnji glas subjekta" ili kao glasovi drugih ljudi. Najčešće su besmisleni i fragmentirani , i često sadrže nebuloze i izmišljena imena.

### Tetris efekat
Tetris efekat (poznat i kao Tetris sindrom) nastaje kada ljudi posvete toliko vremena i pažnje nekoj aktivnosti koja počinje da oblikuje njihove misli, mentalne slike i snove. Ime je dobila po video igrici Tetris.
Ovaj efekat je čak primećen kod ljudi sa amnezijom koji inače nemaju pamćenje o originalnoj aktivnosti. Kada aktivnost uključuje pokretne objekte, kao u video igrici Tetris, odgovarajuće hipnagoške slike imaju tendenciju da se percipiraju kao pokretne. Efekat Tetris nije ograničen na vizuelnu sliku, već se može manifestovati u drugim modalitetima. Na primer, Robert Stikgold navodi da je iskusio dodir kamenja dok je zaspao nakon planinarenja. To se može dogoditi i ljudima koji su putovali brodom, ili su plivali kroz valove, neposredno pre spavanja, i osećaju talase dok spavaju, ili ljudi koji su dan proveli skijajući nastavljaju da "osećaju sneg" pod nogama. Ljudi koji su proveli dosta vremena skačući na trampolini će otkriti da mogu da osete kretanje gore-dole pre nego što odu na spavanje. Mnogi šahisti prijavljuju fenomen gledanja šahovske table i figura tokom tog stanja. Novi zaposlenici koji rade na stresnim i zahtevnim poslovima često navode da osjećaju iskustvo obavljanja poslova vezanih za rad u ovom periodu pre spavanja.
Na mentalnom nivou, kompjutersko programiranje je rezultiralo snovima o kodiranju. Matematičari su prijavili da sanjaju brojeve ili jednačine, na primer Srinivasa Ramanudžan.

### Proprioceptivni efekti
Propriocepcija je osećaj samo-kretanja i pozicije tela. Ponekad se opisuje kao "šesto čulo". Ona može biti povremeno narušena, posebno kada je neko umoran. Slični efekti se mogu osetiti tokom hipnagogičnog stanja svesti, tokom početka spavanja. Javlja se ukočenost i promene u vidljivoj veličini i proporciji tela, takođe se javlja i osećaj lebdenja. Možda je najčešći doživljaj ove vrste senzacija pada, i pridruženi hipnički trzaj.

## Uzroci
Halucinacije se najčešće javljaju zbog :
- konzumacije psihoaktivnih supstanci
- konzumacije alkohola
- nesanice
- snažnih groznica (posebno kod veoma mladih ili starih ljudi)
- oštećenja čula (ljudima koji izgube sluh može se dogoditi da čuju glasove,a najpoznatiji primer ovog uzroka halucinacije jeste "fantomski ud" kod ljudi koji su ostali bez nekog (dela) ekstremiteta
- anksioznosti
- stresa
- narkolepsije
- poremećaji raspoloženja (poput bipolarnog poremećaja ili depresije)
- psihičkih oboljenja (šizofrenija, demencija...)
- teških bolesti (tumor na mozgu)

## Paraliza spavanja (sna)
Često se hipnagoške halucinacije i paraliza spavanja (sna) poistovećuju. Međutim paraliza sna se najčešće javlja kada se osoba budi iz sna (hipnopompija), a ne kada osoba odlazi u san (hipnagogija). Psihološki, paraliza sna je usko povezana sa REM (engl. Rapid Eye movement) fazom spavanja. Ona nastaje kada se mozak "probudi“ u toku REM (brzo pokretanje očiju) faze,a telo ostane paralizovano. Osoba je svesna svega, ali ne može da se pomera niti da proizvodi zvuk (iako to možda želi) .
Može biti propraćena zastrašujućim halucinacijama i osećajem velikog straha. Ljudi takođe osećaju nečije prisustvo ili pak vide neka imaginarna ili stvarna bića. Obuzima ih strah i umišljaju da demonska sila pokušavala da im zaposedne dušu i  pokušava da ih slomi ili uguši. Zato tokom epizode paralize sna, osoba može da se bori za vazduh ili osećati napetost u mišićima. Ljudi koji su imali ovakvo iskustvo se često stide misleći da nešto nije u redu sa njihovom psihom,a to je uglavnom podstaknuto nečim drugim. Paraliza može da traje od nekoliko sekundi do nekoliko minuta.
Važno je pomenuti da je ovakvo stanje u potpunosti medicinski objašnjeno iako se do skoro i te kako vezivalo za abnormalne pojave koje uključuju postojanje duhova, veštica, vanzemaljaca i sličnih imaginarnih bića.

## Eksperimentalne studije i statistički podaci
Postavlja se pitanje koliko su u svetu česte hipnagoške halucinacije, a naročito paraliza sna? Istraživači Brajan Šarples i Žak Barber kombinovali su više od 30 studija o paralizi sna kod ljudi iz raznih kultura i naroda, što im je dalo veliki uzorak od preko 36.000. Zaključili su da oko 8% ljudi doživljava paralizu spavanja. Brojka se povećava na 28% kada su u pitanju visokorizične grupe ljudi kao što su oni koji imaju poremećen san, a na 35% kada uvrstimo i one koji pate od psihičkih poremećaja.
Učestalo se pojavljuje kod 3-6% svetske populacije.
U jednoj studiji u Velikoj Britaniji, stručnjaci su otkrili da je oko jedne trećine stanovništva doživelo halucinaciju u nekom trenutku svog života, dok je u Americi brojka svedena na 25% stanovništva.
Češće se događa mlađim osobama. A kada je reč o polu, žene su te koje su sklonije.

## Zablude i zloupotreba
- "Halucinacija je činjenica, ne greška, ono što je pogrešno jeste sud donet na osnovu nje." Bertrand Rasel.

Jasno je da je uzrok hipnagoških halucinacija neurološki i ne zahteva nikakvo posebno objašnjenje - nema duhova, demona ili vanzemaljaca. U stvari, svaki put kada osoba priča čudno iskustvo koje se dešavalo u periodu sna, trebamo biti skeptični.  Međutim, svi smo u određenoj meri podložni iluzijama i halucinacijama. Prva lekcija iz našeg znanja o hipnagogiji je da ne možemo da pretpostavimo da naš mozak uvek funkcioniše besprekorno i stoga, sve što mislimo da smo doživjeli ne mora biti stvarno. Naš mozak je lako kompromitovan ekstremnim emocijama ili čak samo malim nedostatkom sna. Način na koji usmeravamo našu pažnju podložan je čak i namernoj manipulaciji.
Jedan od glavih razloga zašto hipnagoške halucinacije ne prestaju je psihička labilnost pojedinca.
Hipohondri, a sve češće i ljudi koji su doživeli traume ili su izloženi svakodnevnog stresa nisu u stanju da prevaziđu ovakve smetnje jako dugo. Čovek je neretko u stanju da umišlja da prolazi kroz ovakva stanja ne bi li potisnuo rane iz prošlosti ili pak "rešio" neke lične probleme.
Zbog slabosti i neznanja, ljudi skrhani odlaze po savet kod ljudi koji se bave zavaravanjem i "veštačkim prizivanjem halucinacija"  koje bi mogle da "reše" njihove probleme. Ovakve odluke mogu dovesti pojedinca u još gore stanje i nimalo nisu bezazlene. (Mogu se javiti suicidne misli).

## Lečenje
Lečenje zavisi od uzroka i prirode hipnagoških halucinacija. Često ono i nije potrebno (ukoliko se retko pojave simptomi).
- Ukoliko je uzrok manjak sna i loš period spavanja , uglavnom se terapija svodi da lekove koji stabilizuju san. Zato je jako važno održavati redovni raspored spavanja i budnosti.

- Kada je reč o ozbiljnijim stadijuma hipnagoških halucinacija, pacijent je dužan da zatraži stručnu pomoć.
- Ako su halucinacije uslovljene senzornim poremećajima ili mehaničkim problemima unutar mozga (recimo, rast tumora), potrebni su drugačiji zahvati, najčešće hirurški ili radiološki.Kada konkretno govorimo o paralizi spavanja lečenje počinje edukacijom pacijenta o fazama spavanja i mišićnoj atoniji koja je obično povezana sa REM spavanjem. Preporučuje se da pacijent bude označen kao narkoleptičar ako su simptomi prisutni.